# Han Min-goo
Han Min-goo (* 30. August 1953 in Cheongju, Chungcheongbuk-do) ist ein südkoreanischer Politiker und General im Ruhestand. Er war vom 1. Juli 2014 bis 13. Juli 2017 Verteidigungsminister Südkoreas.

## Karriere
Han Min-goo graduierte 1975 mit einem Bachelor of Science an der Militärakademie und ergänzte seine akademische Karriere 1979 mit einem Bachelor of Arts in Westlicher Geschichte an der Seoul National University sowie 1992 einem Master of Arts in Außenpolitik und nationaler Sicherheit an der Yonsei University. Er diente in verschiedenen Kommandofunktionen im südkoreanischen Heer, dessen 40. Stabschef er 2009 wurde. Bereits 2010 rückte er zum 36. Vorsitzender des Generalstabs der gesamten südkoreanischen Streitkräfte auf.
Am 1. Juli 2014 übernahm er von Amtsvorgänger Kim Kwan-jin das Ministeramt im Verteidigungsministerium, das er bis zum 13. Juli 2017 ausübte. Er wurde von Song Young-moo abgelöst.